# Адамиа, Георгий
Гео́ргий Ада́миа (груз. გიორგი ადამია; род. 10 марта 1981, Тбилиси) — грузинский футболист, нападающий. Чемпион Грузии (2004), чемпион Азербайджана (2005), вице-чемпион Азербайджана (2007).

## Клубная карьера
Георгий Адамиа начал свою спортивную карьеру в Грузии, играя за клубы ТГУ и «ВИТ Джорджия». В 2004 году в составе «ВИТ-Джорджии» стал чемпионом Грузии.
После этого «Нефтчи», Футбольный клуб из Баку (Азербайджан) приобрел Георгия. Выступая за «Нефтчи», Адамиа выиграл один чемпионат азербайджанской Премьер-лиги и один раз занял второе место. Также в 2005 году вместе с «Нефтчи» он занял второе место в розыгрыше Кубка чемпионов Содружества. В 2006 году вместе со своей командой выиграл в Кубке чемпионов Содружества.
Проведя пять сезонов в составе «Нефтчи», Адамия перешёл в другой клуб из столицы Азербайджана — ФК «Баку», затем выступал за «Карабах» и бакинский «Интер». В составе «Карабаха» стал лучшим бомбардиром чемпионата Азербайджана 2010/11 с 18 голами.
Перед началом сезона 2013/14 Адамия вернулся в Грузию. Выступал за «Зестафони» и «Сиони».

## Достижения
«ВИТ Джорджия»
- Чемпион Грузии: 2004[2]

«Нефтчи» (Баку)
- Чемпион Азербайджана: 2005[3]
- Вице-чемпион Азербайджана: 2007[4]